# ديفيد إيجرتون
ديفيد إيجرتون (بالإنجليزية: David Egerton)‏ هو لاعب اتحاد الرغبي بريطاني، ولد في 19 أكتوبر 1961 في بينر ‏ في المملكة المتحدة.

## وصلات خارجية
- ديفيد إيجرتون عل موقع إسبنسكروم (الإنجليزية)